# 博多一幸舎

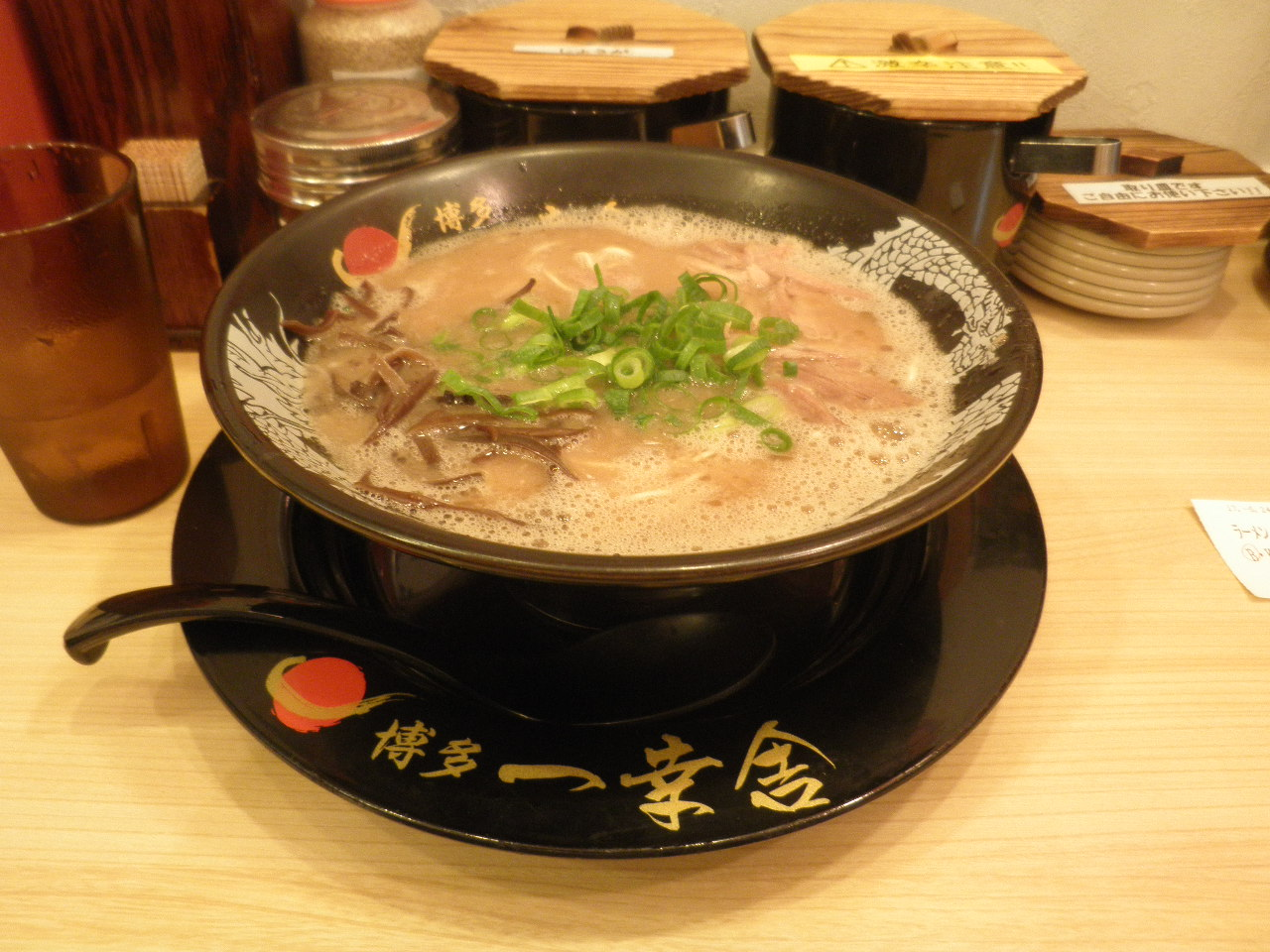
博多一幸舎のラーメン

博多一幸舎（はかたいっこうしゃ）は、本店を福岡市博多区に置くラーメンのチェーン店である。豚骨ラーメン専門店として福岡県下を中心に、東京、大阪、京都、岡山、札幌、沖縄と、国内15店舗、世界9か国48店舗を展開(2020年1月時点)している。運営会社は、株式会社ウインズジャパン（福岡市）。

## 概要
博多一幸舎は入沢元、吉村幸助、入沢功らによって2004年3月に福岡市中央区大名で開業した。豚骨と魚介を合わせた泡立ちのあるまろやかな白いスープが特徴で、「元祖泡系」と自称している。豚骨スープのベースである豚骨は豚の頭、背骨、丸骨といった部位を使用している。麺は製麺屋慶史（もと自家製麺）のものを使用し、通常よりも幅を広くした特注の細麺を使用している。チャーシューはラーメンとの相性を考慮した肩ロースを使用している。
店名は、ひとつでも多くの幸せを関係者全員に与えられる空間を作りたい、という経営理念に由来する。
2005年には福岡市博多区のキャナルシティ博多・ラーメンスタジアムへ出店し、チェーン店舗の展開を始めた。2006年に京都府に京都拉麺小路店を出店し、福岡県外初出店を果たした。2007年6月27日に博多一幸舎の経営会社として株式会社ウインズジャパンを設立した。海外展開も積極的に行っており、2011年6月のインドネシアジャカルタへの出店を契機に2020年3月現在、9ヶ国64店舗を展開している。2014年には日清食品より有名店シリーズとして博多一幸舎のカップラーメンが全国販売された。
2008年より「自家製麺慶史」として自家製麺の製作・使用を開始したが、2010年に分社化し製麺事業を株式会社帝國カンパニーが「製麺屋慶史」として提供することとなった。帝國カンパニーはその後2017年に慶史株式会社へ社名を変更し、麺の提供を続けている。
また、2008年には、福岡初となるつけ麺専門店博多元助を福岡市中央区にオープンさせた。カウンターにIHヒーターを導入して顧客自身が任意のタイミングでつけダレを熱めの状態に出来るようにしたシステムを提案し、「つけ麺提供設備」として実用新案登録を取得している。2017年7月27日に店舗設備の老朽化や材料費高騰などを理由として閉店したが、「博多元助」の屋号は継続させている。
2018年には博多本店を全面改装し、世界各国に事業展開しているチェーンのモデル店舗となることを目的として総本店をオープンさせた。

## 店舗一覧
店舗検索参照